# 一般曹候補学生
一般曹候補学生（いっぱんそうこうほがくせい）とは、陸海空自衛隊において、将来、曹（旧軍、外国軍における下士官に相当）になるために訓練されていた候補生のこと。
略称は陸上自衛隊は「曹学」。海上自衛隊と航空自衛隊は「曹候」。

## 制度趣旨
それまで、幹部自衛官を除く一般的な自衛官の募集は任期制隊員たる2士の採用しかなく、一定の勤務期間を経て（2士（9か月）→1士（1年）→士長（最短2年））、3曹へ昇任していた。しかしながら、将来有望な隊員ほど任期満了に伴い除隊する傾向にあったことから、当初から曹への昇任を確約した非任期制隊員として優秀な人間を確保し採用することで離職率を低減させるとともに、組織の安定を図る本制度を1975年(昭和50年）に設立した。なお、一般曹候補学生と異なり、3曹への昇任が自動的ではなく選抜による曹候補士制度が平成2年に発足している。
採用時は2士で始まり2士→１士→士長の順で昇任し、約2年間の教育期間を終了することで原則、全員が3曹に昇任する。3曹に昇任後、実務経験4年で一般幹部候補生部内選抜試験の受験資格が得られる。
1997年(平成9年）入隊の第22期生から学歴制限の撤廃､年齢上限の延長（21期までは通常21歳未満、現職22歳未満）等が実施された。入隊する隊員の年齢構成も18歳以上24歳未満と広がったため、以降は入隊者の半数弱を大学卒業者が占めていた。
なお、本制度は2006年（平成18年度）募集（平成19年度入隊者）の第32期生をもって募集業務を終了している。

## 人事管理及び制服

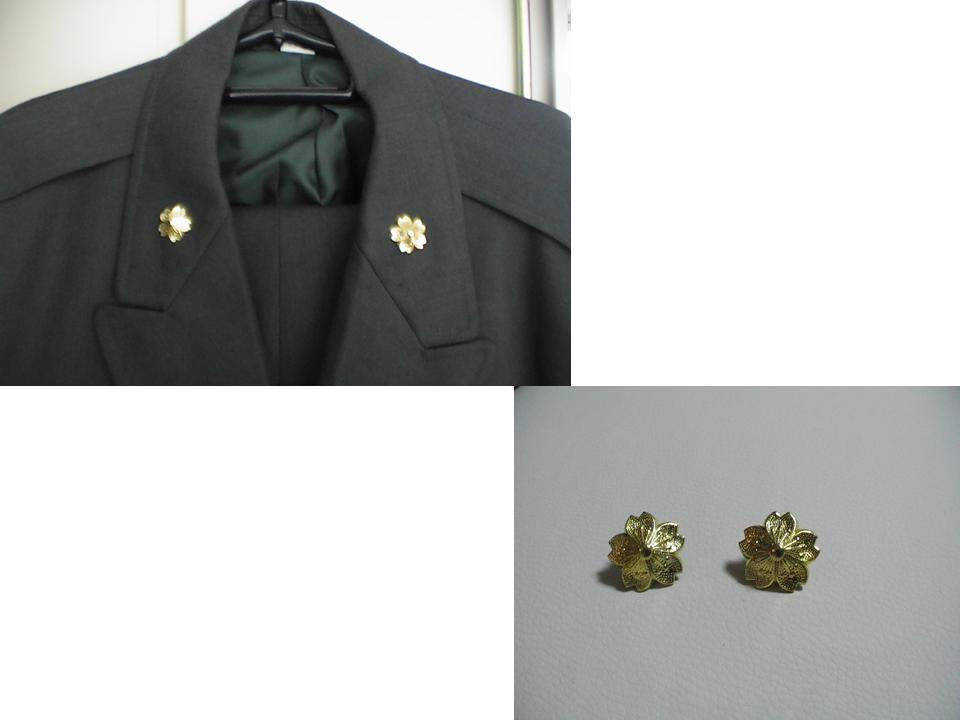
曹候補者き章（甲）

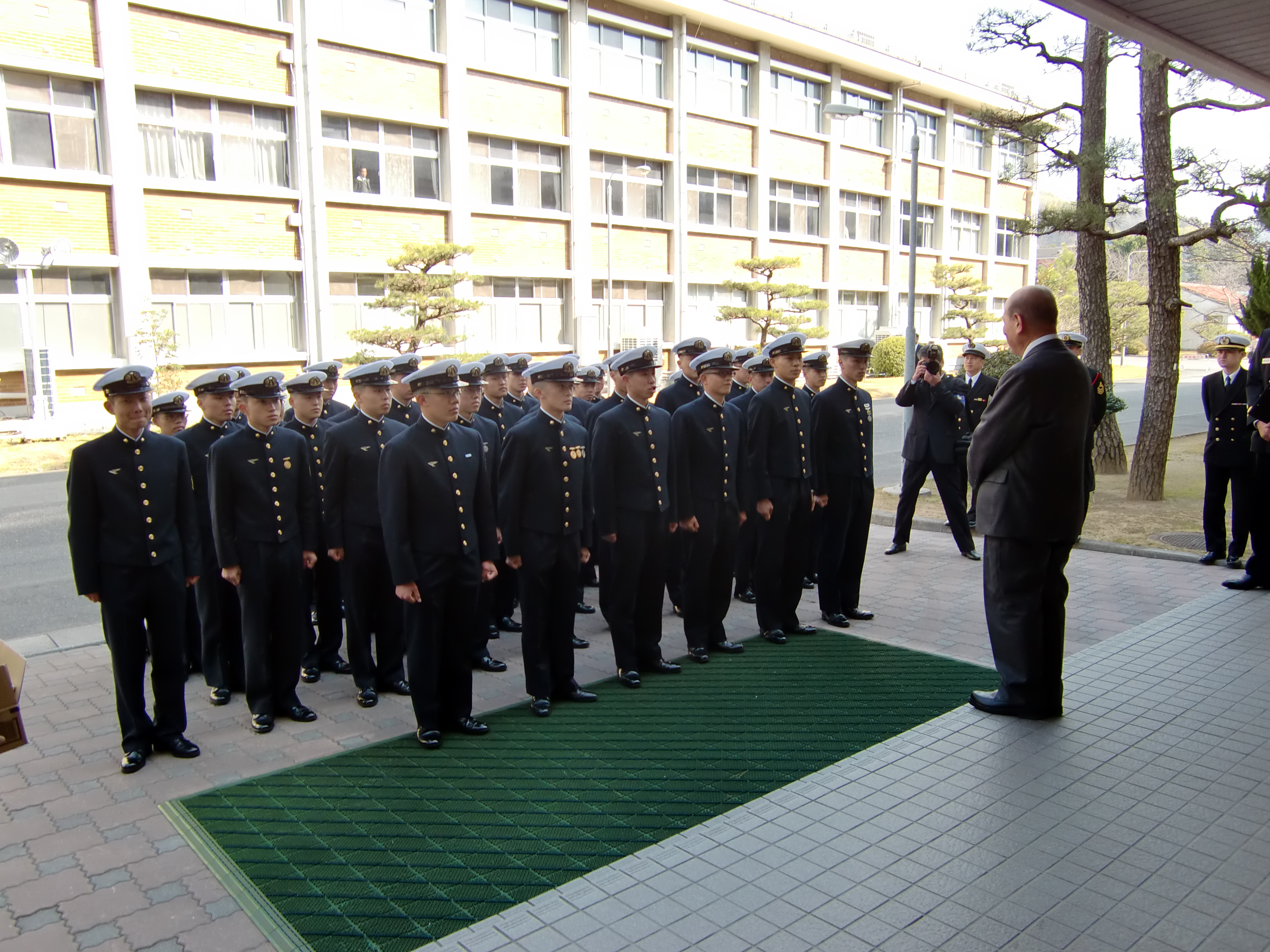
海曹候補学生の制服（被写体は海自生徒だが、制服は胸の生徒識別章を除き同一）

一般曹候補学生の陸・海・空士として任命（任命権者は陸・海・空各幕僚長）され、前期、教育（約8か月）（航空は基礎教育４ヶ月後、次の術科教育を受け）その後部隊に配属された。
| 区分       | 男子                                                              | 女子                               |
| 陸上自衛隊 | 第1教育団（武山駐屯地）                                           | 女性自衛官教育隊（朝霞駐屯地）     |
| 海上自衛隊 | 横須賀、呉、佐世保、舞鶴教育隊                                    | 横須賀教育隊（横須賀基地武山地区） |
| 航空自衛隊 | 航空教育隊第1教育群（防府南基地） 航空教育隊第2教育群（熊谷基地） | 航空教育隊第1教育群（防府南基地）  |

特技教育（後期課程）は各職種学校及び術科学校（陸自普通科は各方面の陸曹教育隊・機甲科は第1機甲教育隊）
いずれも襟に曹候補者き章（甲）を装着し、陸自及び空自は任期制隊員と同様の制服を、海自は大日本帝国海軍の海軍飛行予科練習生に疑似する、7つボタンの詰襟制服を着用していた。海自の航空学生は引き続き同じ制服を着用している。

## メリットとデメリット
- 約2年間の教育を経て素質優良な隊員を、中堅職域に就かせることで部隊の活性化につながる。
- 任期制出身の曹と比べ年齢が若くポテンシャルも高いので部内幹部候補生や陸曹航空操縦学生の供給源となる。（事実、本課程出身の自衛官の約7割は将来的に幹部になる。）
- 欠点として、職種によっては僅か2年間の教育期間では、部下指導が可能な域にまで職務に習熟することは難しく、部隊配置後も引き続きOJT（On the Job Training)が必要となることが挙げられる。（ただし、OJTが必要なのはどの任用区分においても同じである）部隊で実施される曹候補生選抜試験の受験（一般2士・曹候補士が対象）が免除されることから、曹としての知識を得るのに苦労する面がある。